# Карл Георг Лебрехт фон Анхалт-Кьотен
Карл Георг Лебрехт фон Анхалт-Кьотен (на немски: Karl Georg Lebrecht von Anhalt-Köthen; * 15 август 1730 в Кьотен; † 17 октомври 1789 в Земун до Белград) от род Аскани е княз на Анхалт-Кьотен (1755–1789) и императорски фелдмаршал-лейтенант.
Той е син на княз Август Лудвиг фон Анхалт-Кьотен (1697–1755) и втората му съпруга графиня Емилия фон Промниц (1708–1732). Той наследява баща си през 1755 г. като княз на Анхалт-Кьотен.
От 1750 до 1751 г. той е на датска военна служба и след това е в пруската армия. През 1779 г. става генерал-майор, 1788 г. генерал-лейтенант. През май 1789 г. той е императорски фелдмаршал-лейтенант в Руско-австрийската турска война (1787–1792) и умира от температура през 1789 г. при Семлин близо до Белград и е погребан в Земун (Семлин).

## Фамилия
Карл Георг се жени на 26 юли 1763 г. в Глюксбург за Луиза фон Шлезвиг-Холщайн-Зондербург-Глюксбург (1749 – 1812), дъщеря на херцог Фридрих фон Холщайн-Зондербург-Глюксбург. Двамата имат децата:
- Каролина (1767 – 1768)
- Август (1769 – 1812), херцог на Анхалт-Кьотен

∞ 1792 (разведен 1803) принцеса Фридерика фон Насау-Узинген (1777 – 1821)
- Карл Вилхелм (1771 – 1793), умира при битка в Нидерландия
- Луиза (1772 – 1775)
- Лудвиг фон Анхалт-Кьотен (1778 – 1802)

∞ 1800 принцеса Луиза Каролина фон Хесен-Дармщат (1779 – 1811), дъщеря на Лудвиг I (Хесен-Дармщат)
- Фридерика (1780 – 1781)